# سوپراستودیو
سوپراستودیو (به ایتالیایی: Superstudio) یک شرکت معماری بود که در سال ۱۹۶۶ میلادی در فلورانس، ایتالیا توسط آدولفو ناتالینی و کریستیانو تورالدو دی فرانچیا تأسیس شد، که بعداً جیان پیرو فراسینلی، الساندرو و روبرتو ماگریس، الساندرو پولی نیز ملحق شدند.
سوپراستودیو بخش عمده‌ای از جنبش معماری و طراحی رادیکال در اواخر دهۀ ۱۹۶۰ بود. بنیانگذاران به همراه بنیانگذار آرکیزوم آسوچاتی، آندره‌آ برانزی به مدرسه در دانشگاه فلورانس رفته بودند و اولین بار کار خود را در نمایشگاه «سوپراَرکیتتورا» در سال ۱۹۶۶ میلادی نشان دادند. این نمایشگاه به مانیفست (بیانیه) جنبش طراحی رادیکال تبدیل شد.
در سال ۱۹۶۷ میلادی، ناتالینی سه دسته از تحقیقات آینده را پایه‌گذاری کرد: «معماری بنای تاریخی»، «معماری تصویر» و «معماری تکنومورفیک».
در سال ۱۹۶۹ میلادی، سوپراستودیو یکی از مشهورترین آثار معماری مفهومی خود را ارائه کرد – بنای یادبود پیوسته: یک مدل معماری برای کل شهرسازی. پیشنهادهای ضد-معماری آن‌ها از سیستم‌های شبکه‌ای به عنوان راهی برای میانجی‌گری فضا استفاده می‌کرد. بنای یادبود پیوسته نقدی بر شهرسازی در آن زمان بود.
هدف سوپراستودیو تغییر اجتماعی از طریق معماری است. در اوایل دهۀ ۱۹۷۰ میلادی، آن‌ها مجموعه‌ای از فیلم‌ها را به منظور افزایش آگاهی در مورد تأثیرات مضر ساخت و ساز بر محیط طبیعی ساختند.
آدولفو ناتالینی در سال ۱۹۷۱ میلادی نوشت: «... اگر طراحی صرفاً یک انگیزه برای مصرف است، پس باید طراحی را رد کنیم؛ اگر معماری صرفاً تدوین مدل بورژوایی مالکیت و جامعه است، پس باید معماری را رد کنیم؛ اگر معماری و شهرسازی صرفاً رسمیت بخشیدن به تقسیمات اجتماعی ناعادلانه کنونی است، پس باید شهرسازی و شهرهای آن را رد کنیم… تا زمانی که تمام فعالیت‌های طراحی در جهت رفع نیازهای اولیه باشد. تا آن زمان، طراحی باید ناپدید شود. ما می‌توانیم بدون معماری زندگی کنیم…» از طریق مدل‌های خود، سوپراستودیو یک استراتژی جایگزین از زندگی بدون اشیاء را پیشنهاد کرد، دیدگاهی از عملکرد معماری که اساساً نظری است، با تمرکز اصلی بر نقد فرهنگی.
در سال ۱۹۷۰ میلادی، آن‌ها مجموعۀ مبلمان مینیمالیستی نمادین خود – کوادرنا را ایجاد کردند که هنوز توسط زانوتا در حال تولید است. پروژه‌های معروف دیگر آن‌ها عبارتند از: «کاناپه کاناپه» (۱۹۶۸) (هنوز در حال تولید)، «بازار کاناپه» (۱۹۶۸)، «چراغ رومیزی پاسی‌فلورا» (۱۹۶۶)، «چراغ رومیزی پولاریس اکسچلسیور» (۱۹۶۸).
سوپراستودیو در نمایشگاه ام‌اُ‌ام‌ای «ایتالیا: چشم‌انداز خانگی جدید» (۱۹۷۲) شرکت کرد.
منتقدان موافق هستند که کار سوپراستودیو برای معمارانی مانند زها حدید، رم کولهاس و برنارد چومی تأثیرگذار یا حتی کاملاً الهام‌بخش بود. شاهد این امر زمانی قابل توجه است که استفاده از کار-خط متقارن قوی و شکل هندسی در نظر گرفته شود؛ رسانه‌هایی که به‌شدت توسط همۀ این معماران مورد استفاده قرار می‌گرفتند، در طول بیشتر عمر سوپراستودیو اجزای اصلی کار  آن بودند. علاوه بر این، تمایل سوپراستودیو به تجسم کلان-سازه‌های کاملاً آرمانی، ویژگی قابل مشاهده در بسیاری از کارهای اولیه معمارانی مانند حدید و کولهاس است.
سوپراستودیو در سال ۱۹۷۸ میلادی کار خود را به صورت گروهی رها کرد، اما اعضای آن به توسعۀ ایده‌های خود به‌طور مستقل از طریق نوشته‌های خود، و از طریق آموزش، تمرین معماری و سایر پروژه‌های طراحی ادامه دادند.

## تصاویر
بنای یادبود پیوسته: در ساحل راکی، پروژه چشم‌انداز (۱۹۶۹)